# KwaZulu
KwaZulu var fra 1977 til 1994 en semi-uafhængig bantustan i Sydafrika, tænkt af apartheidregeringen som et hjemland for zulufolket. Hovedstaden blev flyttet fra Nongoma til Ulundi i 1980.
Det blev ledet indtil dets afskaffelse af Mangosuthu Buthelezi, leder af Inkatha, som implementerede de begrænsede selvstyrende beføjelser, som den sydafrikanske regering besluttede som en del af apartheid, men afviste den nominelle uafhængighed, som fire andre hjemlande accepterede, og klagede over landets fragmenterede karakter, og apartheidregeringens manglende evne til at konsolidere et levedygtigt og sammenhængende territorium for KwaZulu, i lyset af hård modstand fra hvide. F.W. de Klerk kommenterede senere i et interview, at han mente, at Buthelezi ville have accepteret uafhængighed, hvis hans hjemland havde fået havnen i Richards Bay, et forslag, der mislykkedes på grund af den hvide befolknings modstand mod ideen.
Et forsøg på at overføre dele af hjemlandet, sammen med dele af det swazi-hjemlandet KaNgwane, til nabolandet Swaziland (nu Eswatini) i 1982 blev aldrig realiseret. Dette ville have givet Swaziland adgang til havet. Aftalen blev forhandlet af regeringerne i Sydafrika og Swaziland, men blev mødt af folkelig modstand i det område, der skulle overføres. Kong Sobhuza af Swaziland havde gjort krav på territoriet som en del af swazi-monarkernes traditionelle rige, og den sydafrikanske regering håbede at kunne bruge hjemlandet som en bufferzone mod guerilla-infiltration fra Mozambique. Sydafrika reagerede på den fejlslagne overførsel ved midlertidigt at suspendere KaNgwanes autonomi, for derefter at genoprette den i december 1982 og indføre nominelt selvstyre i 1984.
KwaZulu blev slået sammen med den omkringliggende sydafrikanske provins Natal for at danne den nye provins KwaZulu-Natal.
Navnet kwaZulu kan oversættes løst som Zuluernes sted, eller mere formelt Zululand.